# Ольдергров

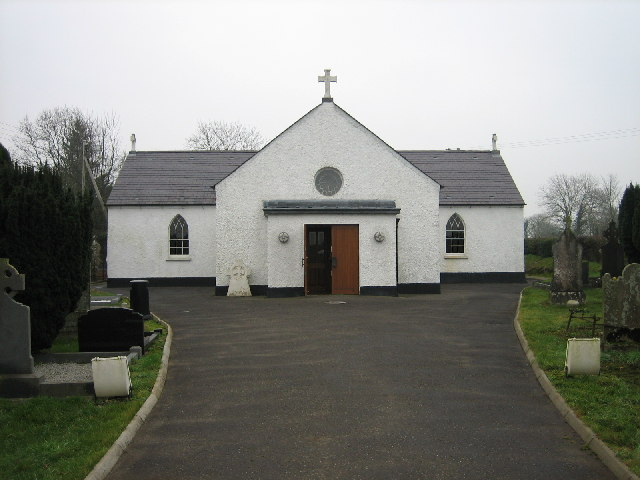
Местная церковь

Ольдергров (англ. Aldergrove) — деревня в районе Антрим, находящаяся в графстве Антрим Северной Ирландии, к западу от Международного аэропорта Белфаст. Взлётно-посадочные полосы аэропорта пролегают возле деревни, и потому аэропорт часто тоже называют Ольдергров. Эти же взлётно-посадочные полосы используются одноименной базой Королевских ВВС, которая имеет собственную инфраструктуру.
Местная железнодорожная станция была открыта 13 ноября 1871 года.